# Ursula-Zyklus

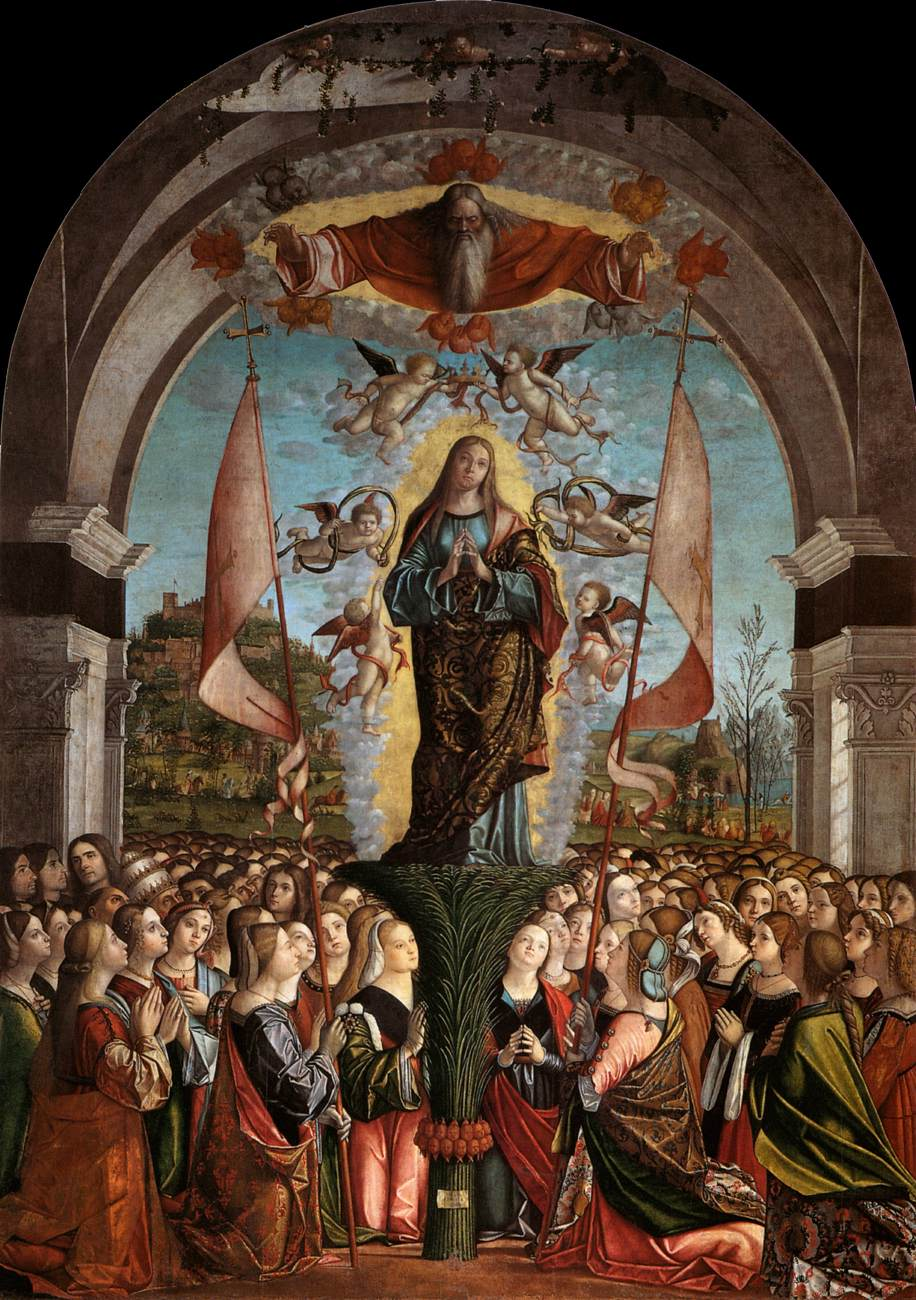
Das Altarbild – Die Apotheose der heiligen Ursula und ihrer Gefährtinnen (1491)

Der neunteilige Ursula-Zyklus von Vittore Carpaccio (1490/95) wurde für die Scuola Sant’Orsola in Venedig geschaffen. Er stellt einzelne Etappen der Legende der Heiligen Ursula von Köln in Gemälden dar, angefangen bei dem Heiratsantrag des englischen Prinzen bis zu ihrer Apotheose.
Diese Schola, eine der typischen Scuole, wurde von Mitgliedern der adligen Loredan-Familie unterstützt, welche dem damals noch unbekannten Maler den Auftrag zu dem Altargemälde (pala) und den acht dazugehörenden Leinwandgemälden (teleri) gab. Heute ist der Zyklus in der Gallerie dell’Accademia in Venedig in einem eigenen Raum zu besichtigen.

## Das Altargemälde
Das Gemälde des Hochaltars zeigt die Apotheose der heiligen Ursula auf einem Podest aus Palmenblättern umgeben von ihren Jungfrauen.

## Die acht Leinwandgemälde

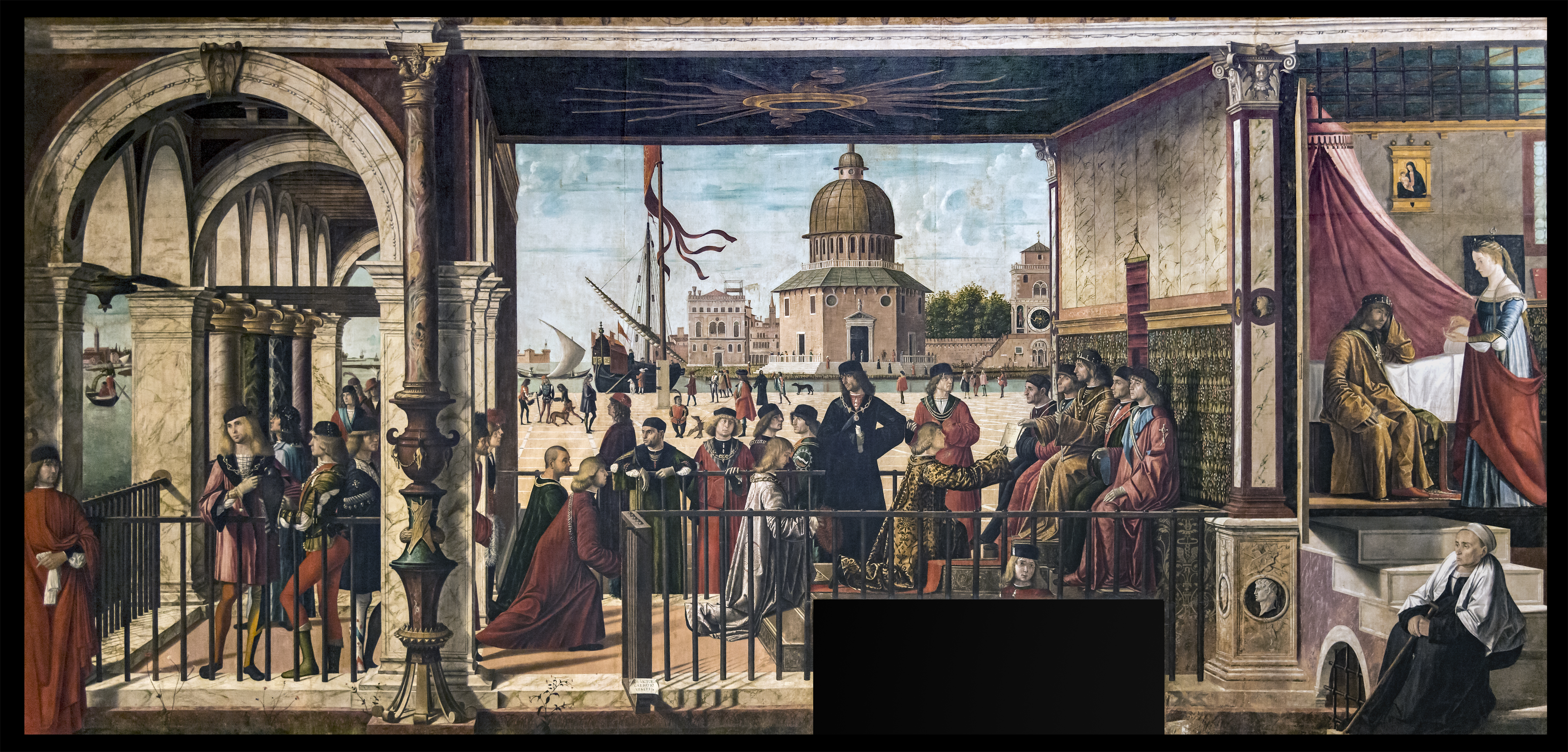
Übergabe des Heiratsantrags (Ankunft der englischen Gesandten)
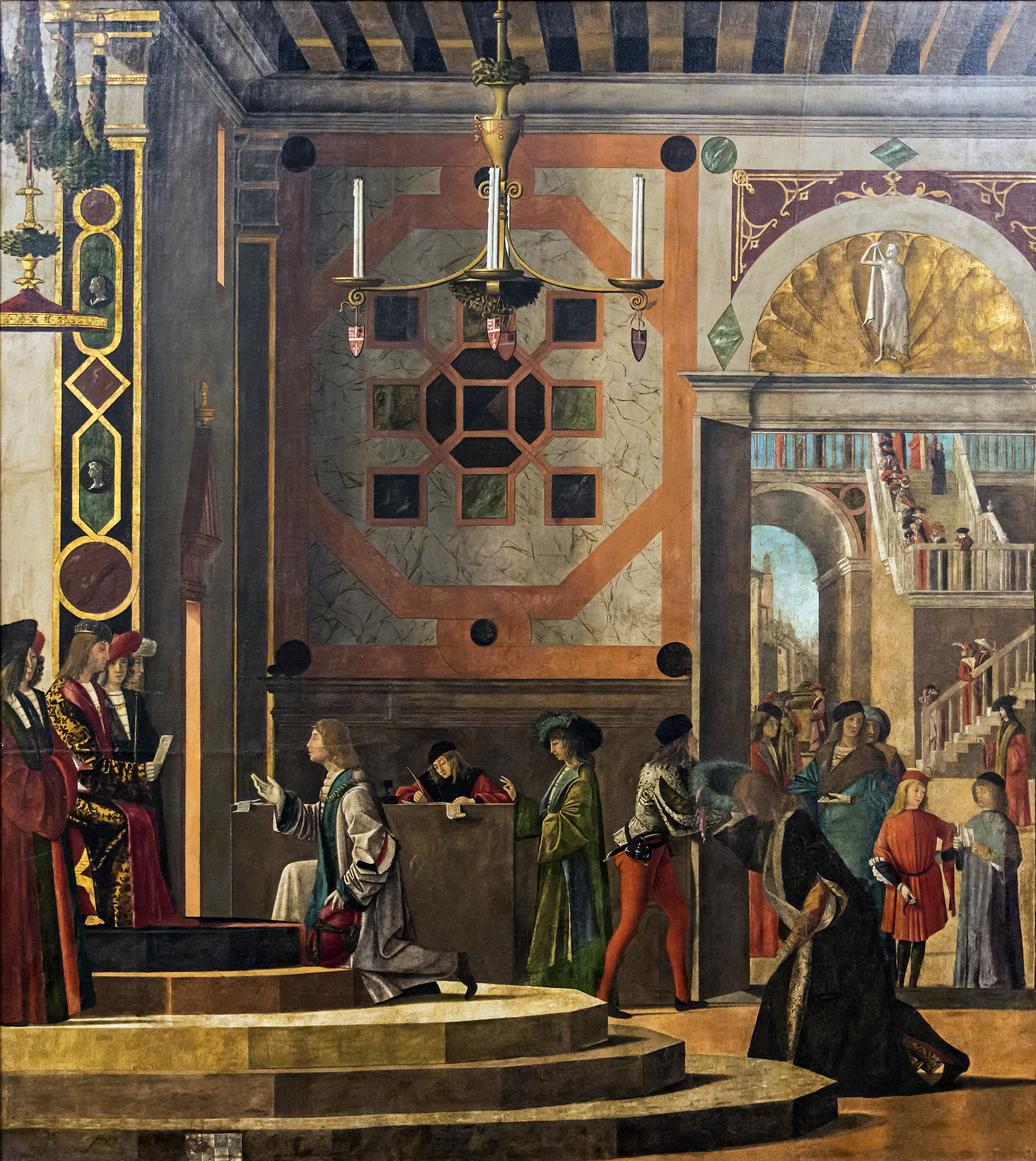
Antwort wird dem Boten diktiert (Abschied der englischen Gesandten)
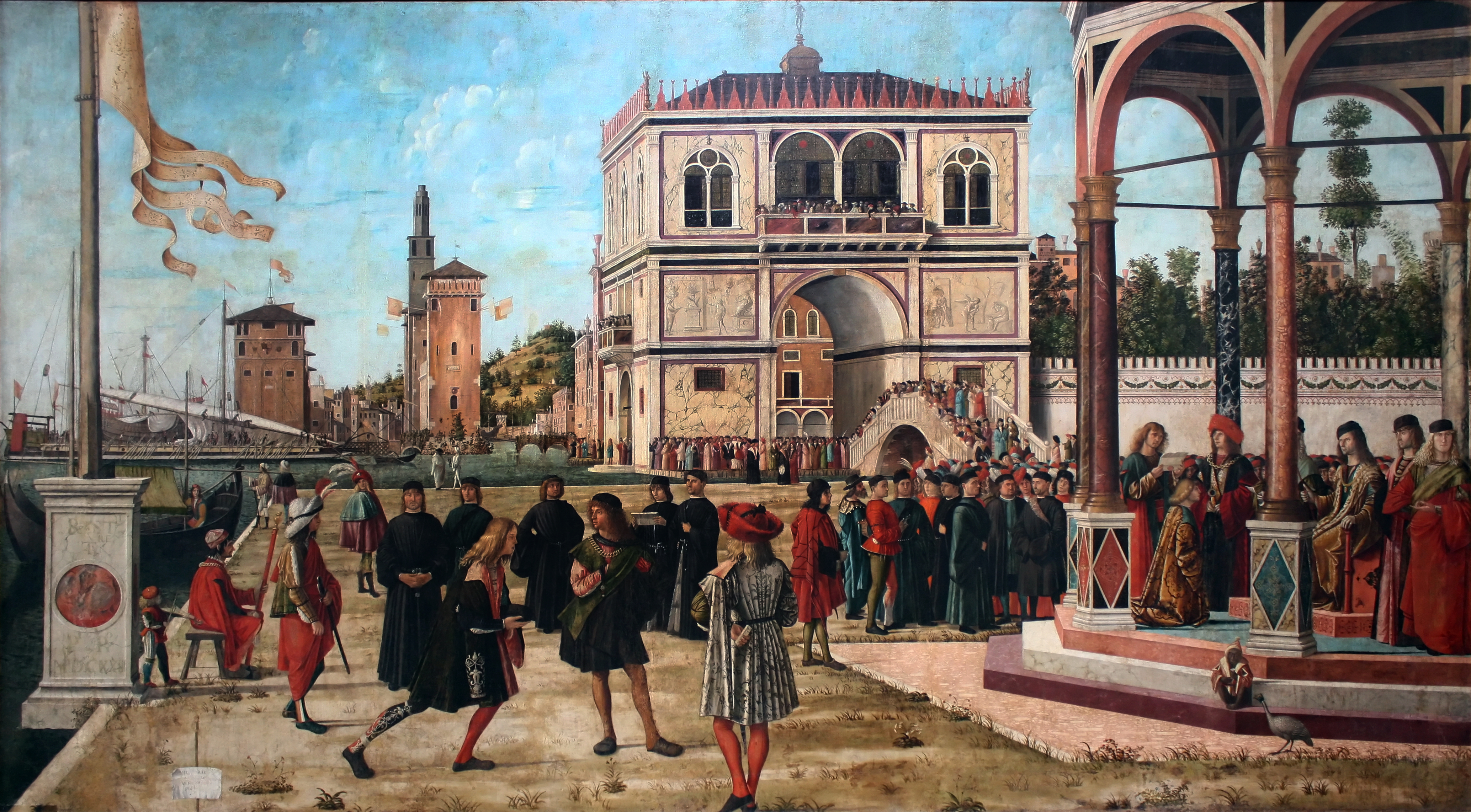
Rückkehr der englischen Gesandten
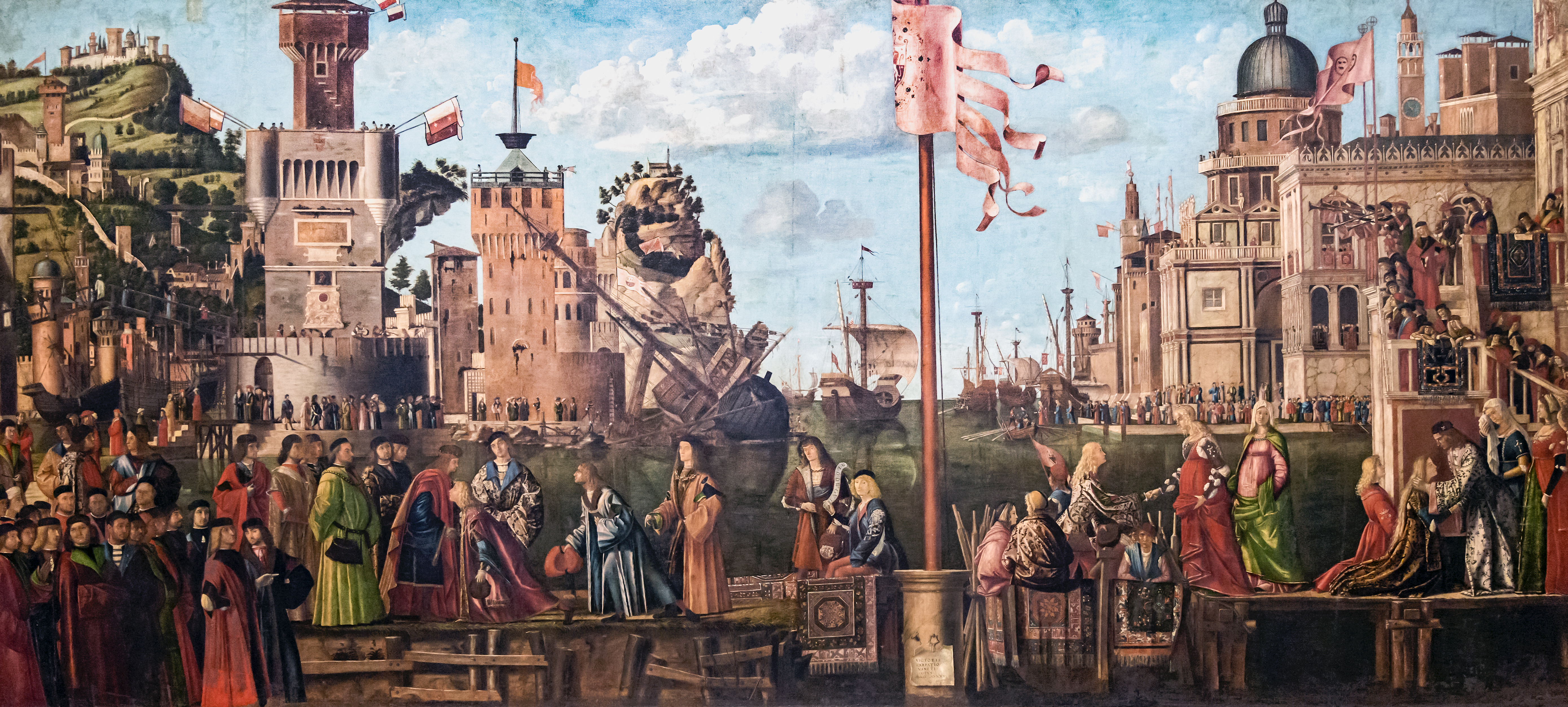
Treffen der Verlobten und Aufbruch zur Pilgerfahrt (1495)
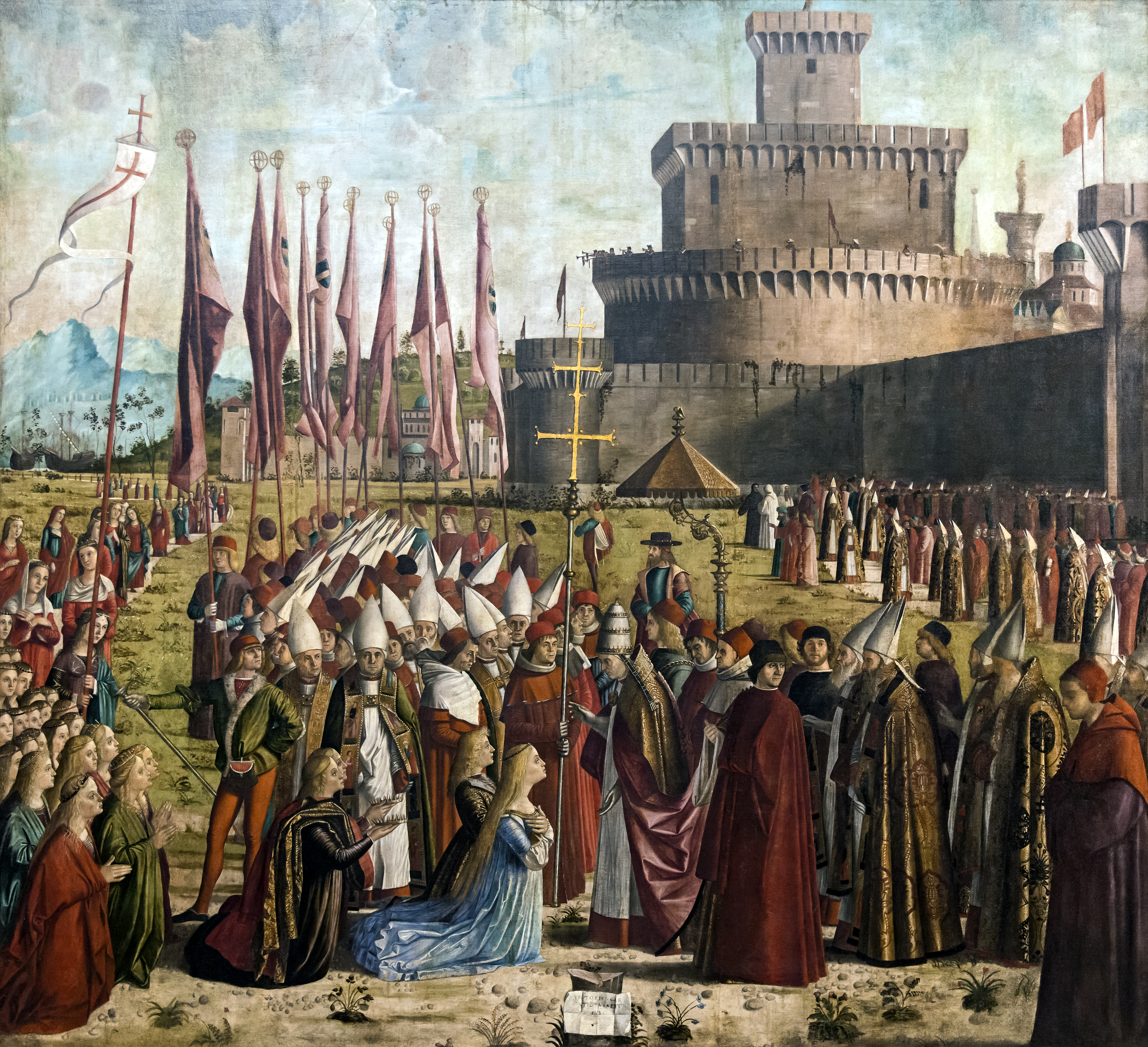
Begegnung der heiligen Ursula und ihrem Verlobten in Rom mit Papst Ciriacus
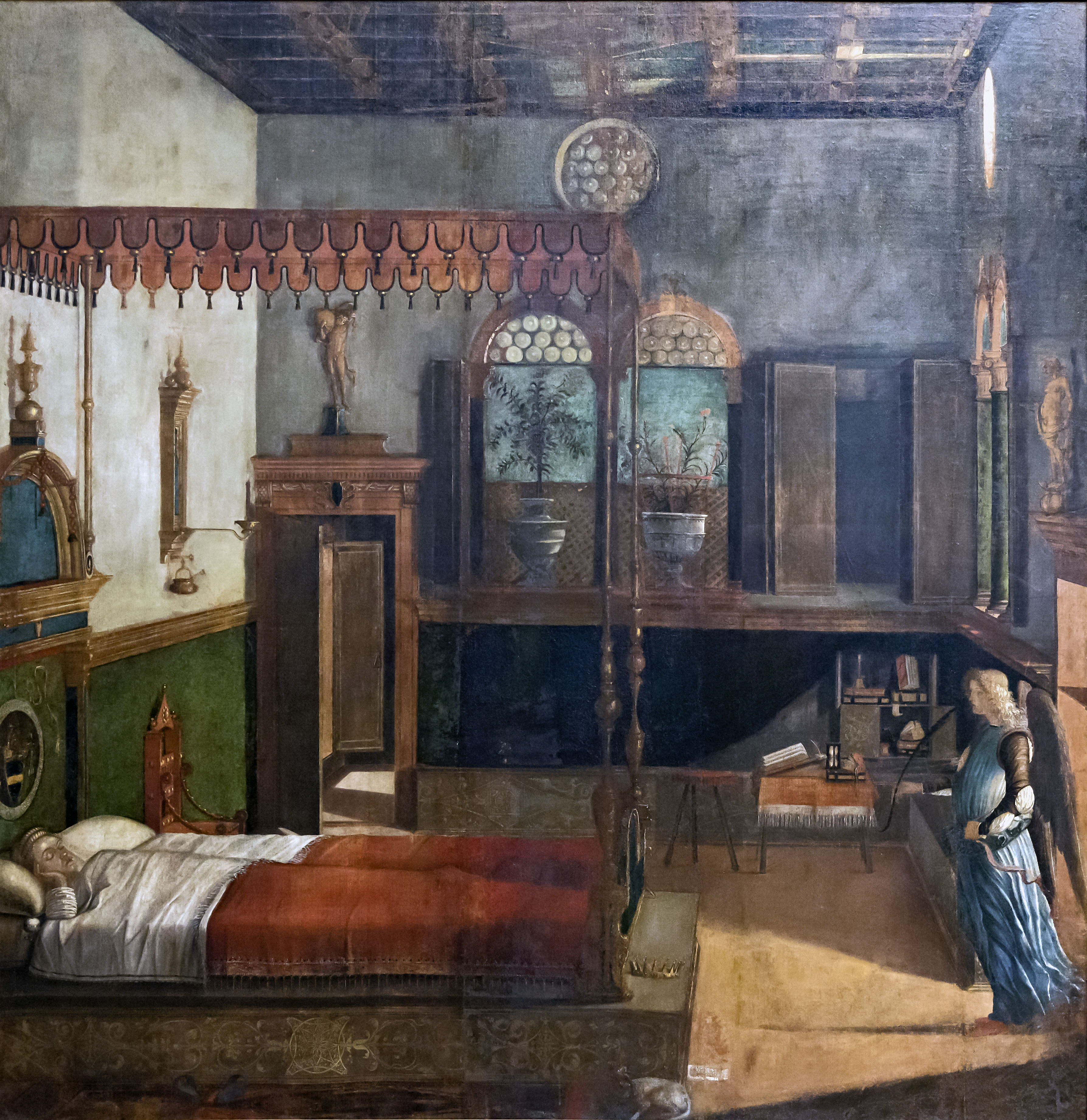
Der Traum der heiligen Ursula (1495)
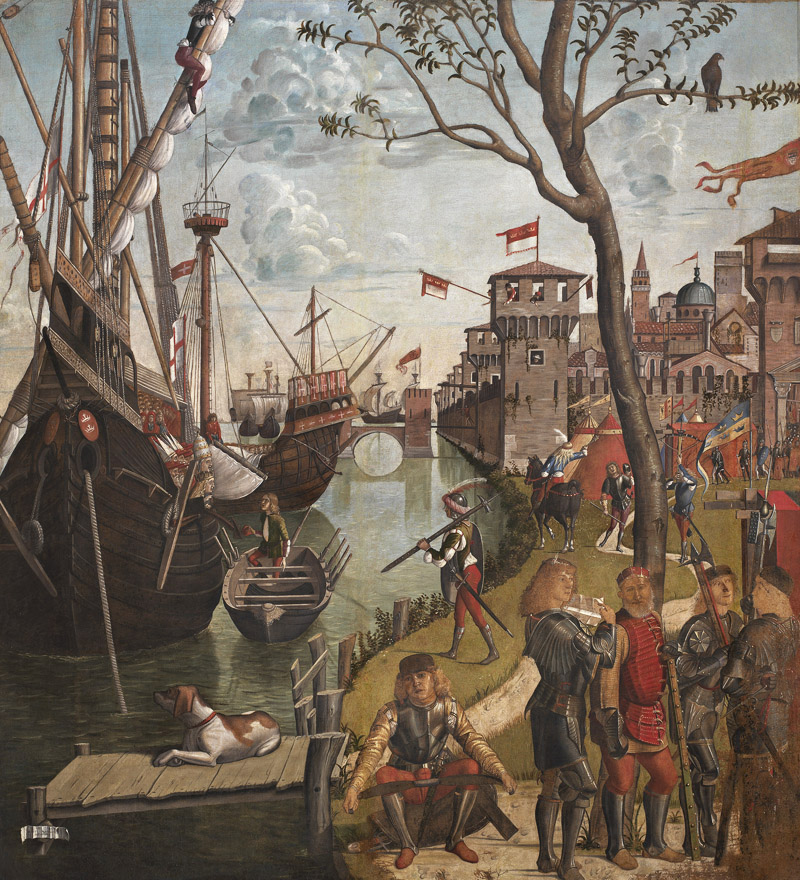
Ankunft der Pilger in Köln (1490) Das Martyrium der heiligen Ursula
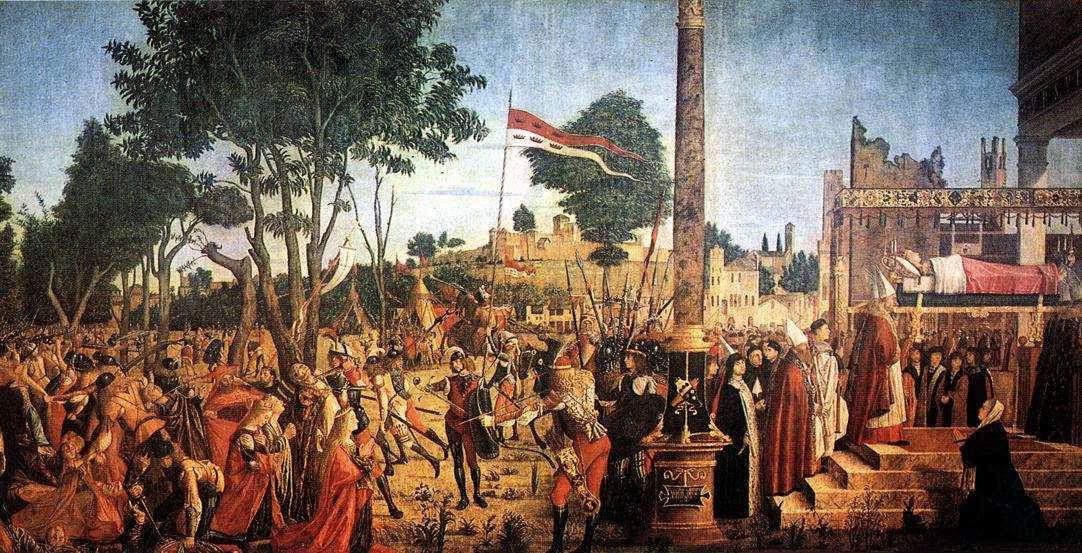
Das Martyrium der heiligen Ursula

## Die Gemälde als Spiegel der venezianischen Gesellschaft
Das Gerüst der Darstellung beruht auf einer Homologationsformel:
Das heidnische England und die christliche Bretagne werden auf das türkische Byzanz und das Venedig der Renaissance übertragen.

## Geografischer Bezug der Gemälde
Die Ursula-Geschichte ist in zwei Gruppen aufzuteilen, die ursprünglich an Süd- oder Nordwand angebracht waren. Das 4. Gemälde hing an der Westseite gegenüber dem Altargemälde. Zu der Nordseite der Scuola befindet sich die Kirche Santi Giovanni e Paolo, während die Südseite in Richtung Dogenpalast zeigt.
Die drei Gemälde der Südwand (1. – 3.) zeigen Szenen aus der Welt der Diplomatie, während an der Nordseite (5. – 8.) das Martyrium der Heiligen dargestellt wird. Das 4. Gemälde über dem Eingang zeigt die Überfahrt des englischen Prinzen in die Bretagne und symbolisiert somit die Vermittlung zwischen weltlicher und geistiger Seite.

## Architektonischer Bezug der Gemälde
Im ersten Bild wird der geschmückte Bogen der Altarapsis des ursprünglichen Raumes aufgenommen und als Kolonnade dargestellt. Im letzten Bild (8.) wird Ursula auf ihrer Bahre eine Treppe hinauf in Richtung Altar getragen – so als ob Ursula aus dem Bild hinaus in den Realraum gebracht würde zu ihrem Altar, in dem sich eine Reliquie von ihr befand.
Sowohl das erste als auch das letzte Bild des Zyklus wird also sowohl an das Altarbild als auch an die Architektur des Raumes angegliedert.
Ein weiterer Verweis auf den Raum ist im ersten Bild zu finden, wo für die Tür ein Stück ausgelassen wurde.